# Центральна долина Чилі
Центральна долина Чилі (ісп. Valle Central de Chile або Zona Central) — долина, розташована між Чилійським прибережним хребтом та головним хребтом Анд. 
Центральна долина Чилі простягається від кордону з Перу до Пуерто-Монтт на півдні Чилі з помітною перервою у Норте-Чико (27°20'–33°00' S).
На південь від Пуерто-Монтт долина має продовження у вигляді низки морських басейнів аж до перешийка Офкі. Деякі найбільші міста Чилі розташовані у долині: Сантьяго, Темуко, Ранкагуа, Талька і Чильян.

## Північна секція (18°30'–27°20' S)

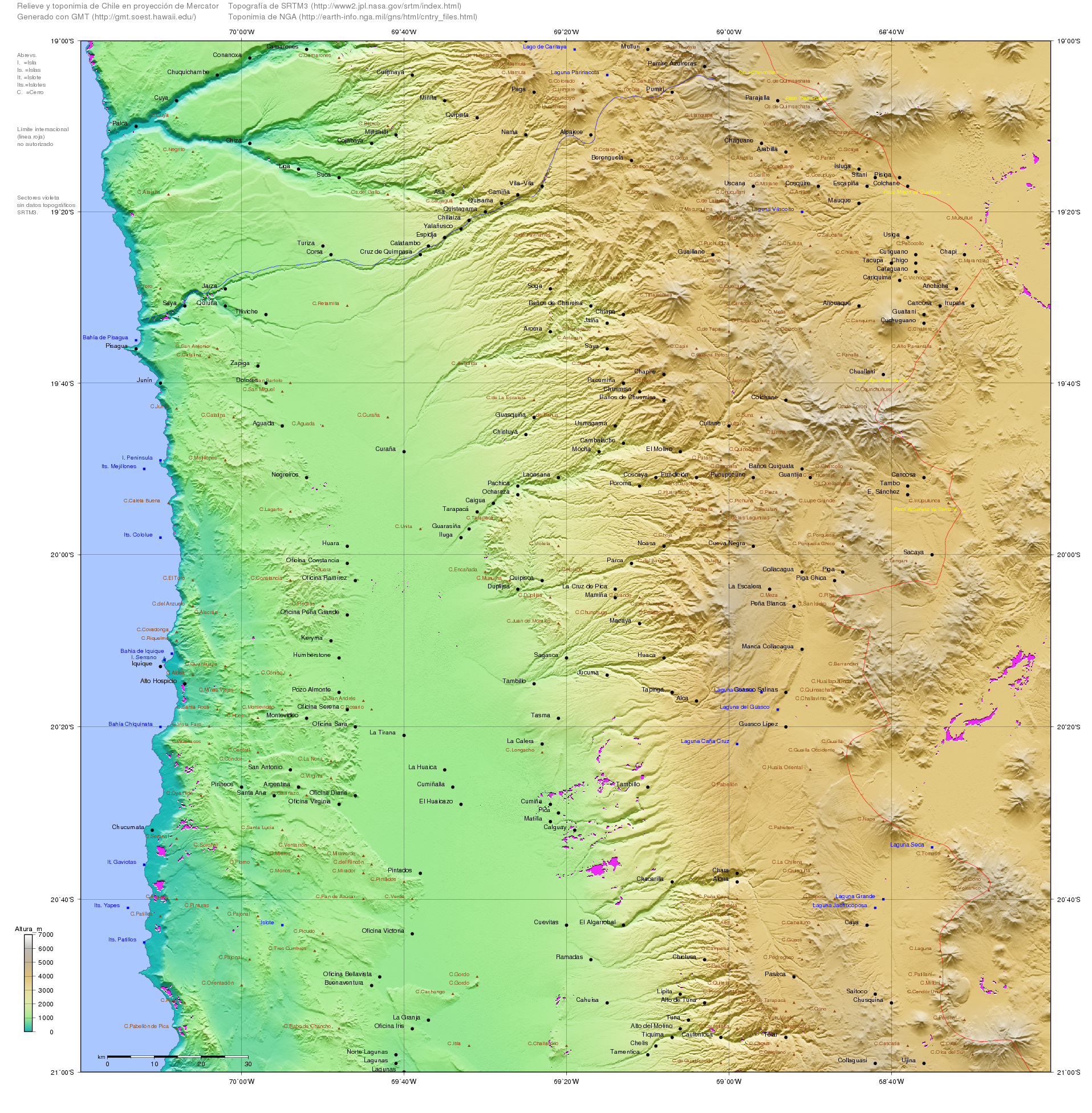
Топографічна карта, що показує частину Центральної долини Чилі

На крайній півночі Чилі центральна долина складається з Пампітас, серії невеликих рівнин, розчленованих глибокими долинами.

Безпосередньо на південь від Пампітас, у регіоні Тарапака та на північ від регіону Антофагаста, Центральна долина відома як Пампа-дель-Тамаругаль

На відміну від Пампітас, долини, що спускаються з Анд, не розрізають рівнину, а зливаються з поверхнею Пампа-дель-Тамаругаль на висоті близько 1500 м.

Найзахідніша частина Пампа-дель-Тамаругаль має висоту 600 м та містить пампаси та солончаки.

Басейни є важливими коридорами для зв'язку та транспорту на півночі Чилі.

На південь від річки Лоа долина продовжується, обмежена Кордильерою-Домейко зі сходу, поки не закінчується на широті Тальталя (25°17' S). Він знову з'являється біля Чаньараля (26°20' S) як ізольований басейн, оточений горами та пагорбами.

Цей басейн завдовжки 250 км та завширшки до 70 км називається Пампа-Ондулада або Пампа-Австрал.

Оскільки Пампа Ондулада зникає біля річки Копіапо  (27°20' S)
у регіоні Норте-Чико, на південь від цієї річки, не є Центральної долини, лише декілька вузьких западин з півночі на південь, які збігаються з геологічними розломами. 

У північній частині Центральної долини рослинність надзвичайно мізерна через умови надзвичайної посушливості пустелі Атакама. 
Лише на півдні з'являється Чилійський маторраль. 
Північну частину маторалі складає асоціація Nolana leptophylla–Cistanthe salsoloides, а південну половину – асоціація Skytanthus acutus–Atriplex deserticola.

## Центральна секція (33°00'–41°30' S)

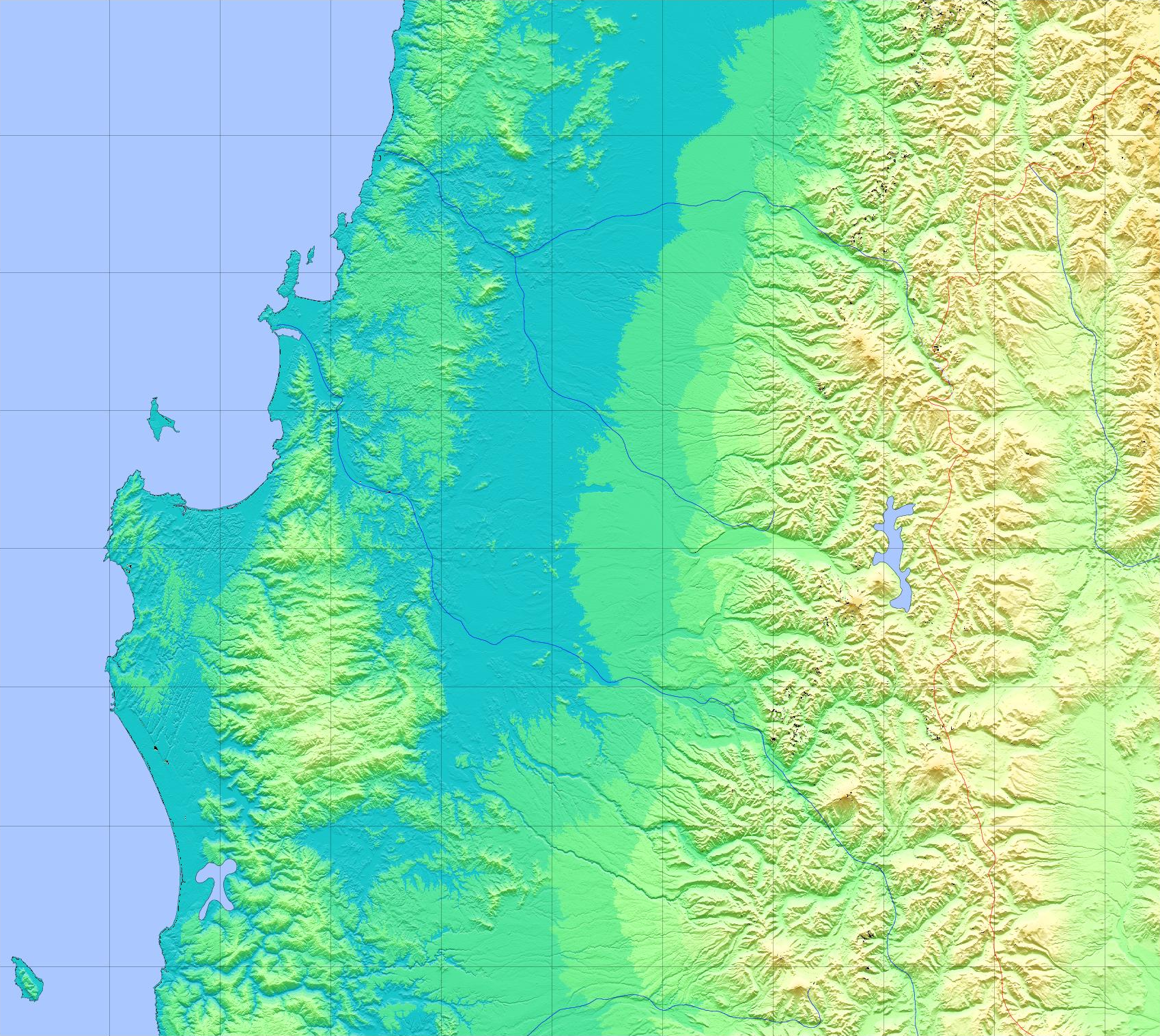
Топографічна карта, що показує частину 35°50' — 38°30' S.

Основна частина Центральної долини простягається від Тільтіля  (33°05' S) поблизу Сантьяго до Темуко (38°45' S).

Прибережний хребет і Анди майже зливаються в двох місцях: одне між Сантьяго і Ранкагуа, а інше між Сан-Фернандо і Ренго.

Через що Центральна долина представлена двома меншими басейнами на півночі: басейном Сантьяго і басейном Ранкагуа.

Долина тягнеться безперервно 360 км від Ангостура-де-Пелекуен на півночі до річки Біо-Біо (37°40' S) на півдні.

Завширшки від 12 км у Моліні (35°05' S) на півночі до 74 км на півдні в районі Лаха (37°15' S), рельєф є мало горбистим.

Конгломерати Андійського походження займають великі ділянки Центральної долини, рідше зустрічаються на заході поблизу Прибережного хребта. 
Іноді долина мають окремі пагорби та гори, що складаються з останцевих скель.

На широті Темуко Прибережний хребет занурюється до такої міри, що Центральна долина зливається з прибережними рівнинами.

За 110 км між Горбеа і Пайльяко (c. 39–40° S) Центральна долина не існує, оскільки натомість регіон перетинає низка гірських хребтів зі сходу на захід і широких річкових долин.
 
На південь від цього регіону Центральна долина знову з'являється, на ній розташовані Осорно і Пуерто-Монт (41°30' S).
 
Довжина цієї південної ділянки з півночі на південь становить 190 км.

Центральна долина на південь від річки Біо-Біо зазнала впливу вулканізму та минулого зледеніння, що призвело до виникнення ньяді та морен, що мають розповсюдження у долині.

Природна рослинність центральної ділянки змінюється з півночі на південь. Меншою мірою рослинність також змінюється до передгір'їв Анд та Чилійського прибережного хребта. Від Сантьяго до Лінареса домінують рідколісся Acacia caven.

У Ньюблейському регіоні домінують два типи склерофітної рослинності: Lithrea caustica–Peumus boldus та Quillaja saponiana–Fabiana imbricata.

На південь від річки Біо Біо домінує Nothofagus obliqua..
Лише околиці озера Янкіуе та район Пуерто-Монтт є винятком, де відповідно домінують Nothofagus dombeyi–Eucryphia cordifolia та Nothofagus nitida–Podocarpus nubigena

## Південні морські басейни (41°30'–46°50' S)

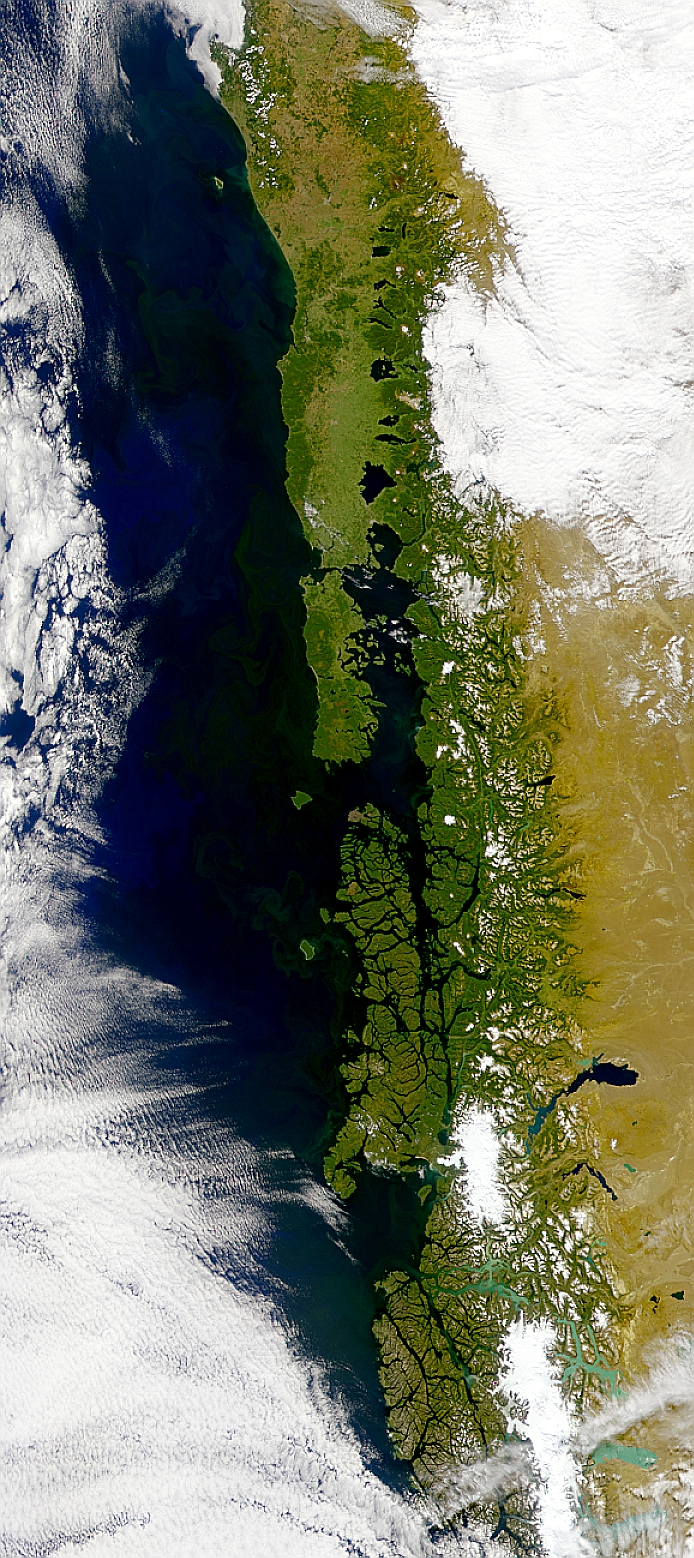
На цьому супутниковому знімку штучного зафарбування південні морські басейни можна побачити як море Чилое і як вузький канал Мораледа, що простягається на південь від Північнопатагонського льодовикового поля позначеного білим

На південь від Пуерто-Монтта продовження Центральної долини представлено низкою морських басейнів, а саме: протока Релонкаві, Анкудська затока і затоку Корковадо, що відокремлюють острів Чилое від материка.

Далі на південь долина проходить у вигляді вузького каналу Мораледа. 
Тут долина представлена численними невеликими островами, а також східним узбережжям острова Чилое та півостровом Тайтао на схід від озера Пресиденте-Ріос та перешийком Офкі. (46°50' S).